# Европско првенство у рагбију 7 Конференција 1 2025.
Европско првенство у рагбију 7 - Конференција 1 2025. одржано је крајем јуна, у Андори.
Овај спортски турнир је трајао два дана, а рагби 7 репрезентација Србије је освојила пето место.
Монако је освојио прво место пошто је у финалу победио Малту.

## Рагби 7 репрезентација Србије
'Стручни штаб'
- Стеван Илијашевић, Менаџер
- Марко Капор, Селектор и главни тренер
- Миладин Живанов, Помоћни тренер
- Енес Исаки, Лекар
- Урош Бабић, Водоноша

'Играчи'
- Мирко Ранковић
- Бојан Чечарић
- Данијел Стојановић
- Иван Воштић
- Каспар Стругар
- Антоан Јововић
- Милан Весковић
- Јанко Земун Милинковић
- Игор Гајић
- Павле Пелва
- Матија Пелва
- Драган Кокановић
- Марко Гвозденовић

## Учесници
- Рагби 7 репрезентација Србије,
- Рагби 7 репрезентација Малте,
- Рагби 7 репрезентација Кипра,
- Рагби 7 репрезентација Андоре,
- Рагби 7 репрезентација Финске,
- Рагби 7 репрезентација Монака,
- Рагби 7 репрезентација Бугарске,
- Рагби 7 репрезентација Аустрије,

## Табела
Група А
| Табела      | ИГ | Д | Н | И | ПД | ПП | ББ | Бод. |
| ----------- | -- | - | - | - | -- | -- | -- | ---- |
| 1. Андора   | 3  | 3 | 0 | 0 |    |    |    | 9    |
| 2. Монако   | 3  | 2 | 0 | 1 |    |    |    | 7    |
| 3. Бугарска | 3  | 1 | 0 | 2 |    |    |    | 5    |
| 4. Кипар    | 3  | 0 | 0 | 3 |    |    |    | 3    |

Група Б
| Табела      | ИГ | Д | Н | И | ПД | ПП | ББ | Бод. |
| ----------- | -- | - | - | - | -- | -- | -- | ---- |
| 1. Аустрија | 3  | 2 | 0 | 1 |    |    |    | 7    |
| 2. Малта    | 3  | 2 | 0 | 1 |    |    |    | 7    |
| 3. Србија   | 3  | 2 | 0 | 1 |    |    |    | 7    |
| 4. Финска   | 3  | 0 | 0 | 3 |    |    |    | 3    |

## Резултати
- Србија - Малта 24-17
- Финска - Аустрија 0-21
- Монако - Кипар 28-12
- Бугарска - Андора 14-19
- Финска - Малта 10-27
- Србија - Аустрија 0-26
- Бугарска - Кипар 19-12
- Монако - Андора 15-19
- Србија - Финска 33-12
- Аустрија - Малта 21-27
- Монако - Бугарска 36-12
- Андора - Кипар 36-12
- Србија - Кипар 33-5
- Бугарска - Финска 43-0
- Аустрија - Монако 7-22
- Андора - Малта 7-10
- Кипар - Финска 24-7
- Србија - Бугарска 19-12
- Аустрија - Андора 19-12
- Монако - Малта 24-5

| Победник Конференције 1 Европског првенства у рагбију 7 2025. |
| ------------------------------------------------------------- |
| Рагби 7 репрезентација Кнежевине Монако                       |